# Laure Manel
Pour les articles homonymes, voir Manel.
Laure Manel (nom de plume), née le  27 août 1978, est une auteure et romancière française.

## Biographie
Diplômée en lettres, Laure Manel est enseignante et romancière.
Passionnée par l'écriture, elle publie ses premiers romans, Histoire d'@ et La Délicatesse du homard, en auto-édition en 2016. En 2017 ce dernier paraît chez Michel Lafon.
Un nouveau roman, La Mélancolie du kangourou, paraît chez Michel Lafon. Elle publie ensuite en 2019, L'Ivresse des libellules et L'Embarras du choix qui paraissent toujours chez Michel Lafon.

## Vie privée
Laure Manel a quitté l’enseignement pour se consacrer à l’écriture. Elle vit à Baugé-en-Anjou (Maine-et-Loire).

## Œuvres
- Histoire d'@, Beaufort-en-Vallée, auto-édition, juin 2015, 238 p. (ISBN 978-2-9553600-0-2)
- L'Embarras du choix : roman, Paris, Michel Lafon, 2019, 365 p. (ISBN 978-2-7499-3925-4) — Première parution en auto-édition en janvier 2016 chez Bookelis  (ISBN 979-10-227-3118-8).
- La Délicatesse du homard : roman, Paris, Michel Lafon, 2018, 348 p. (ISBN 978-2-7499-3305-4) — Réédité en 2018 chez Le Livre de Poche (ISBN 978-2-253-08817-2).
- La Mélancolie du kangourou : roman, Paris, Michel Lafon, 2019, 349 p. (ISBN 978-2-7499-3467-9) — Réédité en 2019 chez Le Livre de Poche  (ISBN 978-2-253-25961-9). Prix France Bleu L'Île aux livres 2018[réf. nécessaire].
- L'Ivresse des libellules, Paris, Michel Lafon, 2019, 380 p. (ISBN 978-2-7499-3847-9).
- Le sourire des fées, Michel Lafon 2020, Le Livre de poche, 2021,  (EAN 9782253078739)
- Le craquant de la nougatine, Michel Lafon, 2021,  (EAN 9782253262589)
- La (toute) dernière fois, Michel Lafon, Le Livre de poche, 2022,  (ISBN 978-2-253-93689-3)
- Les Dominos de la Vie, Le Livre de poche 2023 9782253243182
- Ce que disent les silences, Michel Lafon, 2023,  (ISBN 2749949513)
- Cinq cœurs en sursis, Michel Lafon, 2024,  (ISBN 2749955270). Prix Babelio 2024 (littérature française)